# Rabdophaga justini
Rabdophaga justini är en tvåvingeart som först beskrevs av Barnes 1935.  Rabdophaga justini ingår i släktet Rabdophaga och familjen gallmyggor. Inga underarter finns listade i Catalogue of Life.